# إيفوجيفيك (كيبك)
إيفوجيفيك (بالإنجليزية: Ivujivik)‏ هي بلدة تقع في كندا في كيبك. يقدر عدد سكانها بـ 370 نسمة ومساحتها 37.50 كم2 .